# رایان (بازیکن فوتبال، زاده ۲۰۰۶)
رایان (انگلیسی: Rayan؛ زادهٔ ۳ اوت ۲۰۰۶) بازیکن فوتبال اهل برزیل است.
از باشگاه‌هایی که در آن بازی کرده‌است می‌توان به باشگاه ورزشی واسکو دوگاما اشاره کرد.
وی همچنین در تیم ملی فوتبال زیر ۱۷ سال برزیل بازی کرده‌است.